# أوجين كريستوف
أوجين كريستوف (بالفرنسية: Eugène Christophe)‏ مواليد 22 يناير 1885 في باريس، فرنسا - الوفاة 1 فبراير 1970 في باريس، كان دراج فرنسي.

## سجل النتائج

### سباقات أو مراحل فاز بها
- طواف فرنسا

## روابط خارجية
- أوجين كريستوف على موقع أرشيف الدراجات (الإنجليزية)
- أوجين كريستوف على موقع إحصائيات الدراجات الإحترافية (الإنجليزية)
- أوجين كريستوف على موقع CycleBase (الإنجليزية)